# Gran Premi del Japó del 2010
El Gran Premi del Japó de Fórmula 1 de la Temporada 2010 s'ha disputat al circuit de Suzuka el 10 d'octubre del 2010.

## Qualificació
| Pos | No | Pilot              | Constructor          | Part 1   | Part 2   | Part 3   | Sortida |
| --- | -- | ------------------ | -------------------- | -------- | -------- | -------- | ------- |
| 1   | 5  | Sebastian Vettel   | Red Bull-Renault     | 1:32.035 | 1:31.184 | 1:30.785 | 1       |
| 2   | 6  | Mark Webber        | Red Bull-Renault     | 1:32.476 | 1:31.241 | 1:30.853 | 2       |
| 3   | 2  | Lewis Hamilton     | McLaren-Mercedes     | 1:32.809 | 1:31.523 | 1:31.169 | 81      |
| 4   | 11 | Robert Kubica      | Renault              | 1:32.808 | 1:32.042 | 1:31.231 | 3       |
| 5   | 8  | Fernando Alonso    | Ferrari              | 1:32.555 | 1:31.819 | 1:31.352 | 4       |
| 6   | 1  | Jenson Button      | McLaren-Mercedes     | 1:32.636 | 1:31.763 | 1:31.378 | 5       |
| 7   | 4  | Nico Rosberg       | Mercedes             | 1:32.238 | 1:31.886 | 1:31.494 | 6       |
| 8   | 9  | Rubens Barrichello | Williams-Cosworth    | 1:32.361 | 1:31.874 | 1:31.535 | 7       |
| 9   | 10 | Nico Hülkenberg    | Williams-Cosworth    | 1:32.211 | 1:31.926 | 1:31.559 | 9       |
| 10  | 3  | Michael Schumacher | Mercedes             | 1:32.513 | 1:32.073 | 1:31.846 | 10      |
| 11  | 22 | Nick Heidfeld      | BMW Sauber-Ferrari   | 1:33.011 | 1:32.187 |          | 11      |
| 12  | 7  | Felipe Massa       | Ferrari              | 1:32.721 | 1:32.321 |          | 12      |
| 13  | 12 | Vitali Petrov      | Renault              | 1:32.849 | 1:32.422 |          | 13      |
| 14  | 23 | Kamui Kobayashi    | BMW Sauber-Ferrari   | 1:32.783 | 1:32.427 |          | 14      |
| 15  | 14 | Adrian Sutil       | Force India-Mercedes | 1:33.186 | 1:32.659 |          | 15      |
| 16  | 17 | Jaume Alguersuari  | Toro Rosso-Ferrari   | 1:33.471 | 1:33.071 |          | 16      |
| 17  | 15 | Vitantonio Liuzzi  | Force India-Mercedes | 1:33.216 | 1:33.154 |          | 17      |
| 18  | 16 | Sébastien Buemi    | Toro Rosso-Ferrari   | 1:33.568 |          |          | 18      |
| 19  | 18 | Jarno Trulli       | Lotus-Cosworth       | 1:35.346 |          |          | 19      |
| 20  | 19 | Heikki Kovalainen  | Lotus-Cosworth       | 1:35.464 |          |          | 20      |
| 21  | 25 | Lucas di Grassi    | Virgin-Cosworth      | 1:36.265 |          |          | 21      |
| 22  | 24 | Timo Glock         | Virgin-Cosworth      | 1:36.332 |          |          | 22      |
| 23  | 21 | Bruno Senna        | HRT-Cosworth         | 1:37.270 |          |          | 23      |
| 24  | 20 | Sakon Yamamoto     | HRT-Cosworth         | 1:37.365 |          |          | 24      |

Notes:
1. ^  – Lewis Hamilton ha estat penalitzat amb 5 posicions per canviar la caixa de canvi.[1]

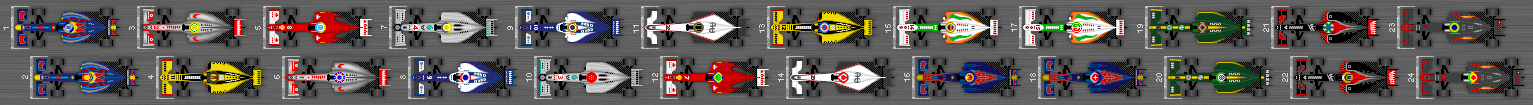
Posicions després de la qualificació

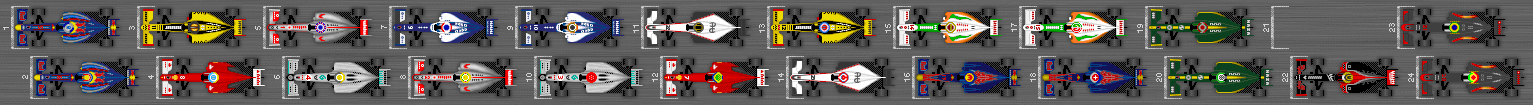
Posicions de la sortida després de les penalitzacions

## Resultats de la cursa
| Pos. | Nº | Pilot              | Equip                | Voltes | Temps/Retirada   | Graella | Punts |
| ---- | -- | ------------------ | -------------------- | ------ | ---------------- | ------- | ----- |
| 1    | 5  | Sebastian Vettel   | Red Bull-Renault     | 53     | 1h 30' 27. 323   | 1       | 25    |
| 2    | 6  | Mark Webber        | Red Bull-Renault     | 53     | + 0.905 s        | 2       | 18    |
| 3    | 8  | Fernando Alonso    | Ferrari              | 53     | + 2.721 s        | 4       | 15    |
| 4    | 1  | Jenson Button      | McLaren-Mercedes     | 53     | + 13.522 s       | 5       | 12    |
| 5    | 2  | Lewis Hamilton     | McLaren-Mercedes     | 53     | + 39.595 s       | 8       | 10    |
| 6    | 3  | Michael Schumacher | Mercedes             | 53     | + 59.933 s       | 10      | 8     |
| 7    | 23 | Kamui Kobayashi    | BMW Sauber-Ferrari   | 53     | + 1' 04.038 min. | 14      | 6     |
| 8    | 22 | Nick Heidfeld      | BMW Sauber-Ferrari   | 53     | + 1' 09.648 min. | 11      | 4     |
| 9    | 9  | Rubens Barrichello | Williams-Cosworth    | 53     | + 1' 10.846 min. | 7       | 2     |
| 10   | 16 | Sébastien Buemi    | Toro Rosso-Ferrari   | 53     | + 1' 12.806 min. | 18      | 1     |
| 11   | 17 | Jaime Alguersuari  | Toro Rosso-Ferrari   | 52     | + 1 Volta        | 16      |       |
| 12   | 19 | Heikki Kovalainen  | Lotus-Cosworth       | 52     | + 1 Volta        | 20      |       |
| 13   | 18 | Jarno Trulli       | Lotus-Cosworth       | 51     | + 2 Voltes       | 19      |       |
| 14   | 24 | Timo Glock         | Virgin-Cosworth      | 51     | + 2 Voltes       | 22      |       |
| 15   | 21 | Bruno Senna        | HRT-Cosworth         | 51     | + 2 Voltes       | 23      |       |
| 16   | 20 | Sakon Yamamoto     | HRT-Cosworth         | 50     | + 3 Voltes       | 24      |       |
| 17   | 4  | Nico Rosberg       | Mercedes             | 47     | Suspensions      | 6       |       |
| Ret  | 14 | Adrian Sutil       | Force India-Mercedes | 44     | Pèrdua d'oli     | 15      |       |
| Ret  | 11 | Robert Kubica      | Renault              | 2      | Rodes            | 3       |       |
| Ret  | 10 | Nico Hülkenberg    | Williams-Cosworth    | 0      | Col·lisió        | 9       |       |
| Ret  | 7  | Felipe Massa       | Ferrari              | 0      | Col·lisió        | 12      |       |
| Ret  | 12 | Vitali Petrov      | Renault              | 0      | Col·lisió        | 13      |       |
| Ret  | 15 | Vitantonio Liuzzi  | Force India-Mercedes | 0      | Col·lisió        | 17      |       |
| NVS  | 25 | Lucas di Grassi    | Virgin-Cosworth      | 0      | Accident2        | 21      |       |

Notes:
1. ^  – Lucas di Grassi No va prendre la sortida per un accident en les voltes de formació.

## Altres
- Pole: Sebastian Vettel 1' 30. 785
- Volta ràpida: Mark Webber 1' 33. 474 (a la volta 53)